# Joe Manganiello
Joseph Michael Manganiello, dit Joe Manganiello, né le 28 décembre 1976 à Pittsburgh, est un acteur américano-arméno-italien.
Il a joué Flash Thompson dans Spider-Man et Spider-Man 3 sous la direction de Sam Raimi, et obtenu des rôles récurrents à la télévision dans How I Met Your Mother, dans Les Frères Scott et dans True Blood où il incarne le loup-garou Alcide Herveaux. Il a également été l'un des prétendants au rôle de Superman pour le Man of Steel de Zack Snyder, mais également pour celui de Batman pour la suite du film, qui mettrait en scène l'affrontement de l'Homme d'acier et du héros masqué.

## Biographie
Manganiello est né à Pittsburgh, en Pennsylvanie et a grandi à Mount Lebanon, en Pennsylvanie. Ses parents sont Susan (née Brachanow) et Charles John Manganiello. Il est d'origine italienne du côté paternel, et arménienne, croate et autrichienne par sa mère. Il a un frère cadet, Nicolas. Il était étudiant à l'école Saint-Bernard, une école élémentaire de catholique romaine à Mt. Lebanon , puis il a fréquenté le Mt. Lebanon High School , où il a été diplômé avec honneurs en 1995 et a remporté le Grand Prix des Anciens en 2011. En grandissant, il était capitaine de son équipe au football, basket-ball et de volley-ball et a continué à jouer à l'Université dans les trois sports. Il a gagné le rôle de Jud Fry dans la production de dernière année dans son école d'Oklahoma, et a participé avec le studio de télévision de l'école. Il aurait emprunté du matériel pour faire des films avec ses amis et il a été intéressé au jeu pour devenir un meilleur cinéaste.
Après une série de blessures sportives, il a joué dans des productions théâtrales, écrit, produit et joué dans un film d'étudiant intitulé Courage 2: Out for Vengeance. Il est diplômé en 2000 avec un baccalauréat en action. Il a voyagé à New York et Los Angeles grâce à son université pour participer à des auditions de groupe, qui lui ont fourni des contacts dans l'industrie du divertissement.

## Carrière
Alors qu'il était étudiant à l'Université Carnegie Mellon, Manganiello est apparu dans de nombreuses productions dans le théâtre de la scène de Pittsburgh, y compris Ulfheim dans When We Dead Awaken d'Henrik Ibsen, Lorenzo dans Le Marchand de Venise de Shakespeare pour le Quantum Théâtre et Joe dans la première Pittsburgh "La Dernière Nuit de Ballyhoo". Il a déménagé à Los Angeles, en Californie, après avoir obtenu son diplôme de fin d’études de l’université de Carnegie Mellon. Il a rapidement signé avec un agent artistique, et trois jours plus tard, il a auditionné pour le rôle de Peter Parker dans le film Spider-Man de Sam Raimi. Il a décroché le rôle de Eugene "Flash" Thompson, l'ennemi juré de Peter Parker, son premier travail d'acteur hors de son université. Il reprend le rôle plusieurs années plus tard, en faisant une brève apparition (caméo) à la fin de Spider-Man 3 lors de l'enterrement de Harry Osborn interpreté par James Franco.
Manganiello a commencé à trouver du travail à la télévision, en jouant le petit ami de Tori Spelling de So NoTORIous sur VH1 en 2006, et guest star sur Las Vegas, Jake in Progress et Close to Home. Cette même année, il a également joué un sponsor d'alcoolique anonyme dans un pilote de télévision pour CBS Edition. En 2007, il est apparu dans Scrubs dans l'épisode "My No Good Reason" où il jouera le rôle d'un ancien camarade de lycée de John Dorian, du nom de Chad Miller. Il a également joué l'Officier Litchman, l'intérêt romantique pour le personnage de Linda Cardellini, pour quatre épisodes sur NBC d'Urgences. Il a joué "The Chick Magnet" en mai 2007 à la première de New York de "Skirts & Flirts", un monologue par Gloria Calderon Kellett, qui a été finaliste pour le HBO Aspen Comedy Festival. Il a joué Stanley Kowalski dans Un Tramway nommé Désir pour le West Virginia Public Theatre en 2008 , dirigé par son ancien professeur Geoffrey Hitch.

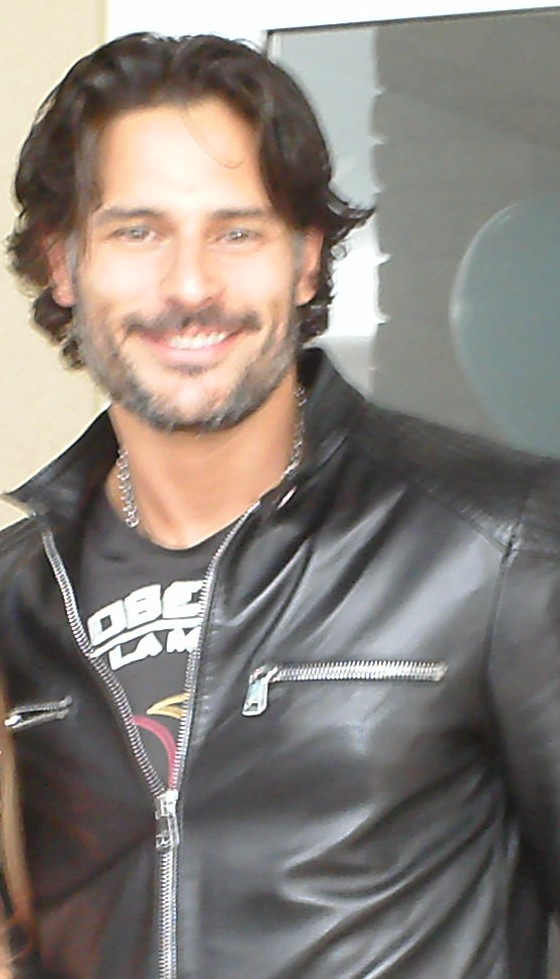
Joe Manganiello en 2009.

Il a joué Leo Belraggio, un musicien de jazz de New York en juin 2009. La pièce a été mise en scène à la Jolla Playhouse à l'Université de Californie à San Diego. Il a travaillé avec le célèbre dramaturge et réalisateur Leonard Foglia tout en créant son rôle en 2008 lors de la Conférence Ojai Playwrights. Il a joué Brad sur plusieurs saisons de la sitcom How I Met Your Mother diffusé sur la CBS. En 2008, il rejoint le casting de la série dramatique Les Frères Scott diffusé sur The CW pour la cinquième saison, jouant un barman, Owen Morello. Il a tourné la série à Wilmington, en Caroline du Nord, et reprend son rôle dans les sixièmes et septième saisons.
Il a joué Stu dans la sitcom 'Til Death diffusé sur Fox pour deux épisodes, et a joué dans un court métrage du film Wounded la même année, dont il est originaire sur la scène et a remporté le meilleur court métrage au Big Island Film Festival en 2011. Il a joué dans le film En territoire ennemi : Mission Colombie en 2009, il a joué le Lieutenant Sean Macklin, un chef d'équipe des Navy SEAL. Il est apparu dans un épisode qui se nomme Mediumen 2009, et a été guest star sur les trois séries de télévision Les Experts, Les Experts : Miami, Les Experts : Manhattan. Il a joué un rôle dans le film Irene in Time. En 2010, il est apparu dans des publicités télévisées pour Taco Bell. Il a eu un rôle dans une série télévisée 100 Questions,.
Manganiello joue un loup-garou appelé Alcide Herveaux dans True Blood sur HBO, à partir de la troisième saison. Son travail sur la série lui a apporté à la fois popularité et succès critique, y compris le Scream Award 2011 for Performance Breakout et une récompense partagée pour le Meilleur Ensemble, ainsi que d'un Saturn Award du meilleur guest star rôle à la télévision et un prix NewNowNext. True Blood était son émission de télévision préférée avant de rejoindre le casting. Il avait initialement auditionné pour jouer Foulque, un autre loup-garou dans la série, mais il a été demandé à lire pour Alcide à la place. Il a laissé pousser sa barbe et s'est entraîné pendant cinq mois pour ajouter du muscle pour le rôle, car l'auteur Charlaine Harris avait décrit le personnage comme ayant « des bras de la taille de briques ». Il s'est mis au bronzage pour se démarquer des autres personnages de la série et a passé du temps à étudier la vie des loups.

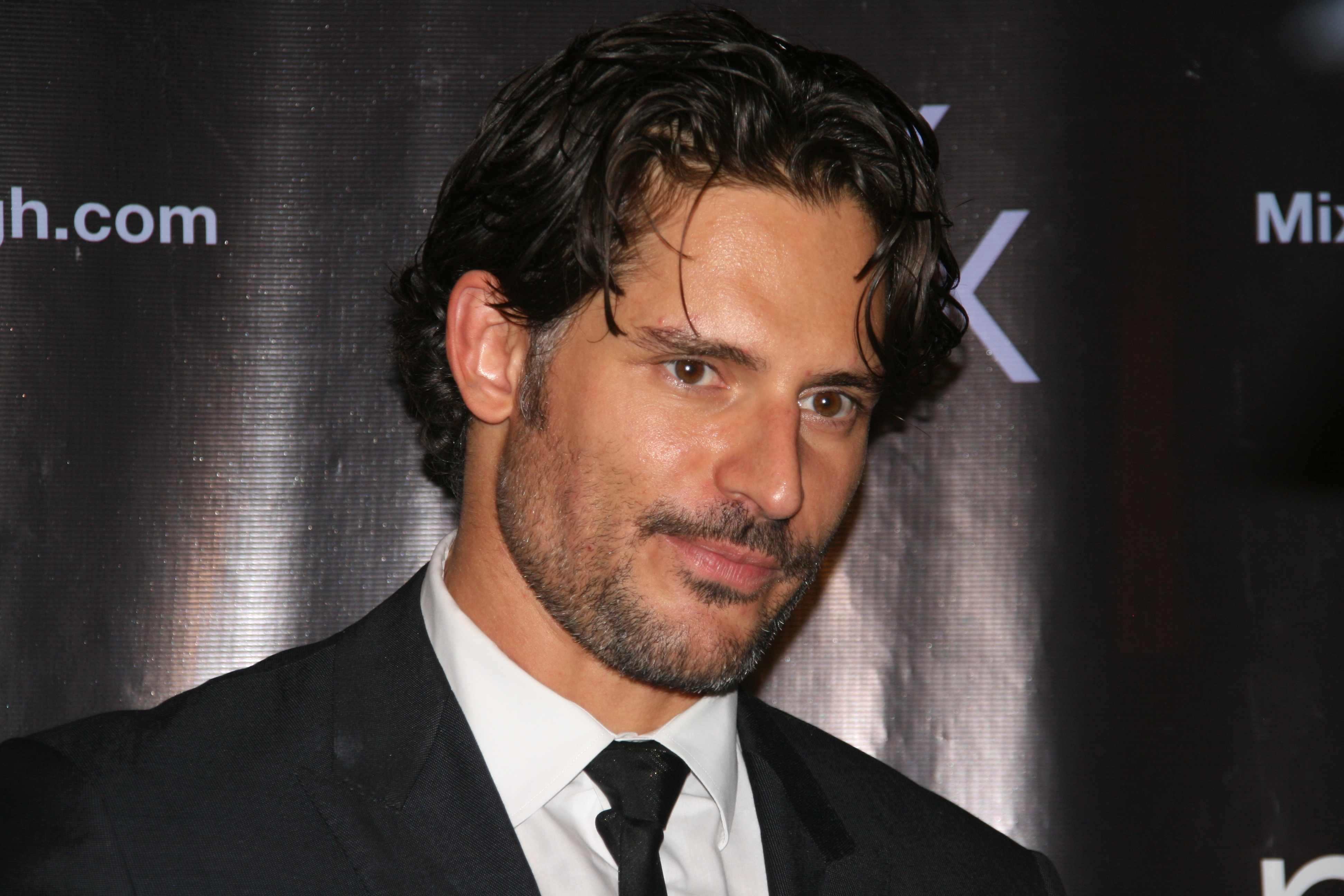
L'acteur en 2011.

Au début de 2011, Manganiello a été demandé à l'écran pour des essais dans le rôle-titre de Superman dans Man of Steel En raison de problèmes d'horaires avec la série télévisée True Blood, il a été contraint de refuser à l'étape finale. Il a dit à Access Hollywood dans une interview : « Ils voulaient faire des tests sur écran et ils ont effectivement demandé mes mesures pour le costume et tout [...] la date de leur tournage était posée et il aurait pris jusqu'à 11 semaines sur mon calendrier de True Blood. À la fin de la journée, nous ne pouvions pas obtenir l'horaire de travail de sorte que je pouvais aller sans problème faire les tests. Donc, malheureusement, je n'ai jamais eu de test de l'écran, je n'ai jamais pu mettre le costume. » Il a alors été remplacé par Henry Cavill. À la fin du tournage de la quatrième saison de True Blood, il a tourné un épisode de FBI : Duo très spécial aux États-Unis, puis a tourné dans l'adaptation cinématographique du best-seller de Ce qui vous attend si vous attendez un enfant.
Manganiello est revenu plus tard à Los Angeles pour tourner un épisode de Mon oncle Charlie avec Ashton Kutcher. Il a ensuite de nouveau fait équipe avec Bomer, et co-vedette dans le film Magic Mike, l'histoire d'un jeune strip-teaseur dans Tampa, en Floride, joué par l'acteur Channing Tatum.
En 2022, le comédien reprend son rôle de Deathstroke pour le film Gotham Knights de HBO Max.

## Vie privée

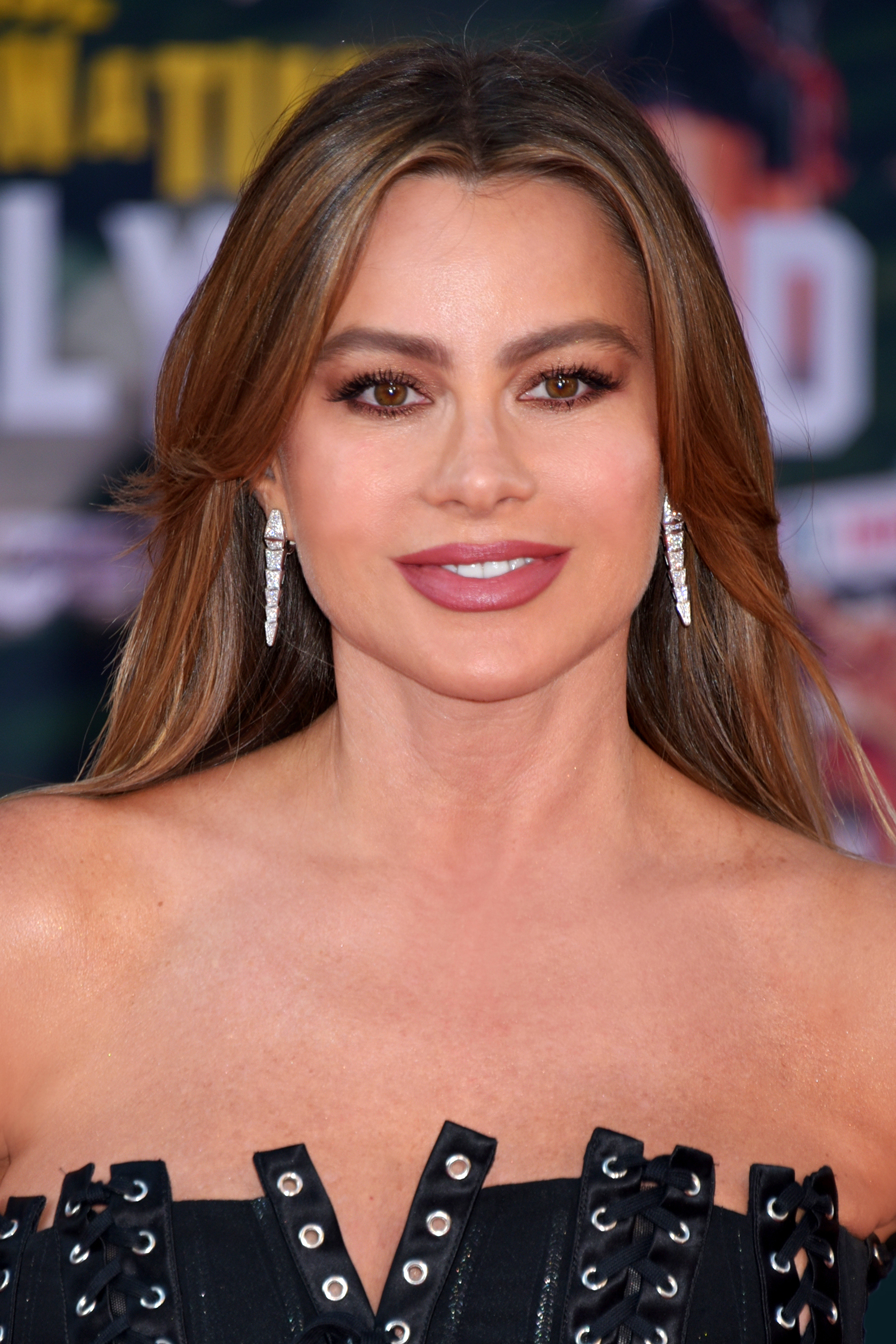
Son épouse, Sofía Vergara en 2019.

Fin décembre 2014, l'acteur se fiance à l'actrice et mannequin Sofía Vergara, après six mois de fréquentation.
Ils se sont mariés à Palm Beach, Floride le 22 novembre 2015.
Ils annoncent leur divorce en juillet 2023, après 7 ans de mariage. 
En octobre 2022, il obtient la nationalité italienne par jus sanguinis.

## Filmographie

### Longs-métrages
- 2002 : Spider-Man de Sam Raimi : Flash Thompson
- 2002 : The Ketchup King de Roger Rudick : Black Dildo
- 2007 : Spider-Man 3 de Sam Raimi : Flash Thompson (caméo)
- 2008 : Impact Point de Hayley Cloake : Matt Cooper
- 2009 : En territoire ennemi : Mission Colombie (Behind Enemy Lines: Colombia) de Tim Matheson : lieutenant Sean Macklin
- 2009 : Irene in Time (en) de Henry Jaglom : Charlie
- 2012 : Ce qui vous attend si vous attendez un enfant (What to Expect When You're Expecting) de Kirk Jones : Davis
- 2012 : Magic Mike de Steven Soderbergh : Big Dick Richie
- 2014 : Sabotage de David Ayer : Joe « Grinder » Phillips
- 2015 : Knight of Cups de Terrence Malick : Joe
- 2015 : Après l'hiver (Tumbledown) de Sean Mewshaw : Curtis
- 2015 : Magic Mike XXL de Gregory Jacobs : Big Dick Richie
- 2016 : Pee-wee's Big Holiday de John Lee : lui-même
- 2017 : Les Schtroumpfs et le Village perdu (Smurfs: The Lost Village) de Kelly Asbury : le Schtroumpf costaud
- 2017 : Justice League de Zack Snyder : Slade Wilson / Deathstroke (caméo non crédité, scène post-générique)
- 2018 : Rampage - Hors de contrôle (Rampage) de Brad Peyton : Burke
- 2019 : Drunk Parents de Fred Wolf : Bob Donnelly
- 2020 : Archenemy d'Adam Egypt Mortimer : Max Fist
- 2020 : La Nuit où on a sauvé maman (The Sleepover) de Trish Sie : Leo
- 2021 : Zack Snyder's Justice League de Zack Snyder : Slade Wilson / Deathstroke
- 2022 : Metal Lords de Peter Sollett : Dr. Troy Nix
- 2023 : Magic Mike's Last Dance de Steven Soderbergh : Big Dick Richie
- 2023 : The Kill Room de Nicol Paone : Reggie
- 2025 : Nonnas de Stephen Chbosky : Bruno

### Courts-métrages
- 1999 : Out of Courage 2: Out for Vengeance de Jeb Wilson : Ruslan Zmeyev - également scénariste
- 2008 : Wounded de John Arlotto : un patient
- 2009 : Not Evelyn Cho de Sunday Boling : Ryan
- 2011 : The Girl with the Tramp Stamp Tattoo de Matt Villines et Osmany Rodriguez : le détective

### Télévision

#### Téléfilms
- 2006 : A.K.A. de Kevin Rodney Sullivan : Brian
- 2010 : Livin' on a Prayer de Pamela Fryman : Doug

#### Séries télévisées
- 2006 : Jake in Progress (en) : Rick Cavanaugh (saison 2, épisode 7)
- 2006 : Les Experts (CSI: Crime Scene Investigation) : Tom Harper (saison 6, épisode 12)
- 2006 : Las Vegas : Carson Stuart (saison 3, épisode 15)
- 2006 : Juste Cause (Close to Home) : James Miller (saison 1, épisode 16)
- 2006 : So NoTORIous : Scott (2 épisodes)
- 2006-2012 : How I Met Your Mother : Brad Morris (7 épisodes[20])
- 2007 : American Heiress (en) : Solomon Cortez (rôle principal, 64 épisodes)
- 2007 : Scrubs : Chad Miller (saison 6, épisode 14)
- 2007 : Urgences (ER) : officier Litchman (4 épisodes[21])
- 2008-2010 : Pour le meilleur et le pire (Til Death) : Stu (2 épisodes[22])
- 2008-2010 : Les Frères Scott (One Tree Hill) : Owen Morello (13 épisodes[23])
- 2009 : Les Experts : Miami (CSI: Miami) : Tony Ramirez (saison 7, épisode 19)
- 2009 : Medium : Angelo Filipelli (saison 6, épisode 8)
- 2010 : Les Experts : Manhattan (CSI: NY) : Rob Meyers (saison 6, épisode 12)
- 2010 : 100 Questions : Rick (saison 1, épisode 1)
- 2010-2014 : True Blood : Alcide Herveaux (rôle récurrent, 42 épisodes)
- 2011 : Mon oncle Charlie (Two and a Half Men) : Alex (saison 9, épisode 6)
- 2012 : FBI : Duo très spécial (White Collar) : Ben Ryan (saison 3, épisode 13)
- 2013 : Neil's Puppet Dreams (en) : lui-même (web-série, 1 épisode[24])
- 2015 : Blaze and the Monster Machines : le chef des pompiers (animation, voix originale - saison 2, épisode 1)
- 2016 : Mom : Julian (saison 3, épisode 11)
- 2019 : The Big Bang Theory : lui-même (saison 12, épisode 16)
- 2019 : Au fil des jours (One Day at a Time) : le parrain de Schneider (saison 3, épisode 12)
- 2019 : Daybreak : le père de Turbo (saison 1, épisode 6)
- 2022 : Love, Death and Robots : Coulthard (volume 3, épisode 8 "Dans l'obscurité des profondeurs")
- 2022: Mythic Quest (saison 3, épisode 5) :  lui-même

## Voix francophones
En France, Arnaud Arbessier et Benoît Du Pac sont les voix régulières de Joe Manganiello. Rémi Bichet l'a également doublé à trois reprises,.
En France
| - Arnaud Arbessier dans : - True Blood (série télévisée) - FBI : Duo très spécial (série télévisée) - Ce qui vous attend si vous attendez un enfant - Pee-wee's Big Holiday - Daybreak (série télévisée) - Zack Snyder's Justice League - Moonhaven (série télévisée) - Benoît Du Pac dans : - Urgences (série télévisée) - Les Frères Scott (série télévisée) - How I Met Your Mother (série télévisée) - Après l'hiver - Jay et Bob contre-attaquent… encore | - Rémi Bichet, dans : - Magic Mike - Magic Mike XXL - Rampage : Hors de contrôle - Serge Faliu dans : - Impact Point - La Nuit où on a sauvé maman - David Krüger dans : - Sabotage - Mythic Quest (série télévisée) Et aussi - Marc Saez dans Spider-Man - Adrien Antoine dans Les Experts : Miami (série télévisée) - Valentin Merlet dans Les Schtroumpfs et le Village perdu (voix) - Boris Rehlinger dans Archenemy - Jean-Michel Rucheton dans Au fil des jours (série télévisée) |

Au Québec